# Axel Scholander (ingenjör)
Axel Fredrik Scholander, född 9 augusti 1919 i Fulltofta församling, Malmöhus län, död 31 augusti 2004 i Danderyds församling, var en svensk kemiingenjör och direktör. 
Scholander avlade 1943 civilingenjörsexamen vid Kungliga Tekniska högskolan och blev teknologie licentiat 1951. Han var från 1965 direktör för den tekniska avdelningen vid Mo och Domsjö AB. Han invaldes 1963 som ledamot av Ingenjörsvetenskapsakademien. 
Han var i sitt första gifte svärson till Otto Linton och hans andra hustru var Sonja Westerbergh.
Axel Scholander är gravsatt i minneslunden på Djursholms begravningsplats.